# Peugeot 908
.
Peugeot 908 — гоночний автомобіль класу прототип Ле-Мана (LMP1), зконструйований французьким автовиробником Peugeot як заміна Peugeot 908 HDi FAP. Peugeot 908 оснащений турбованим дизельним двигуном, але зменшеного об'єму — 3,7 літра в конфігурації V8. На протитипі реалізовано закритий дизайн кокпіта.

## Результати перегонів
На 24-годинній гонці в Ле-Мані в 2011 році три боліди Peugeot 908 зайняли з 2 по 4 місця в загальному заліку.

## Peugeot 908 Hybrid4

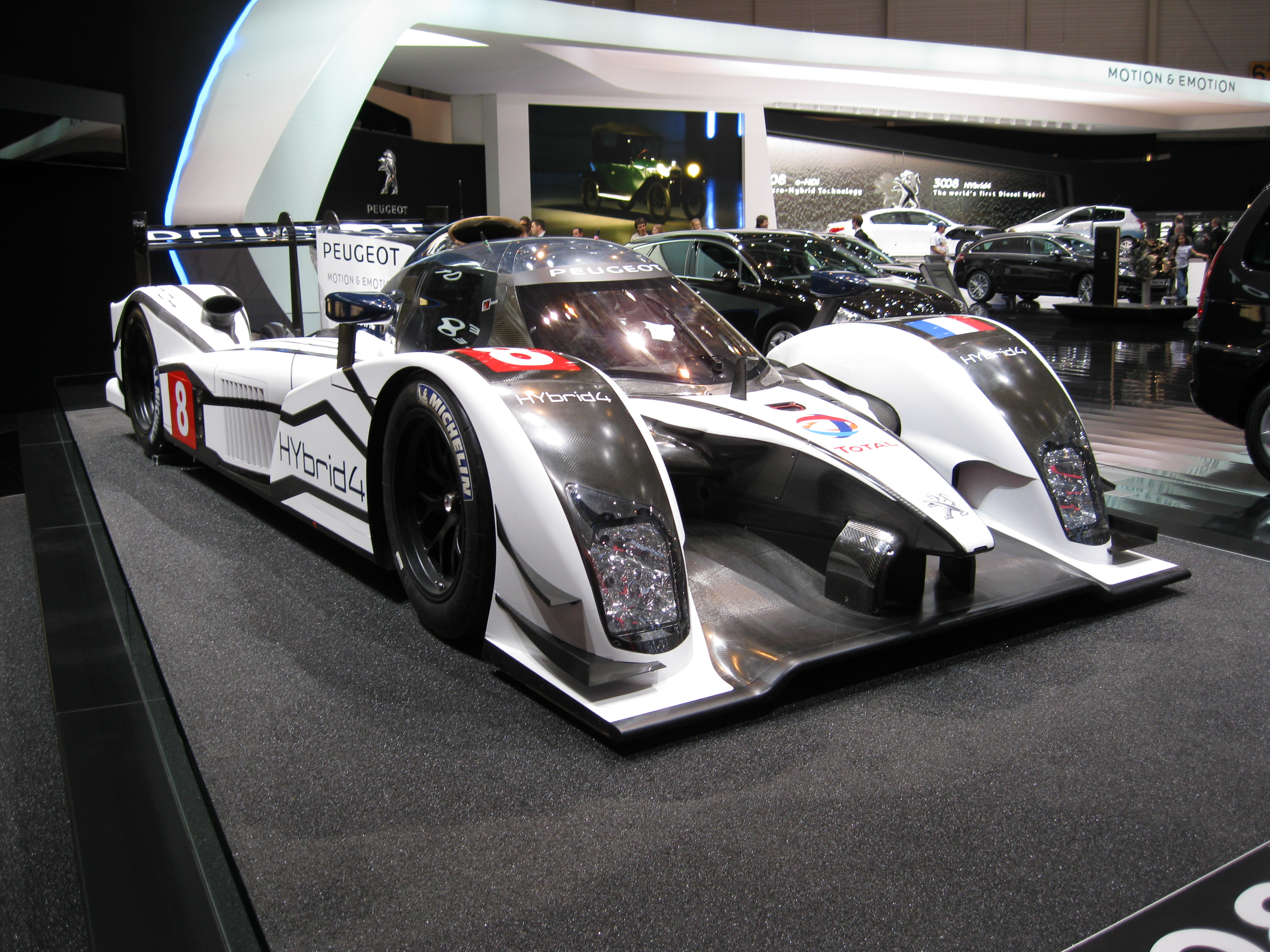
Peugeot 908 Hybrid4 на Женевському автосалоні 2011 року

На Женевському автосалоні 2011 року компанія Peugeot представила гібридний варіант HYbrid4 908, з електродвигуном потужністю 59 кВт, який передає крутний момент задню вісь.
Гібридна версія повинна пройти попереднє тестування в Ле-Мані.